# Гольёво

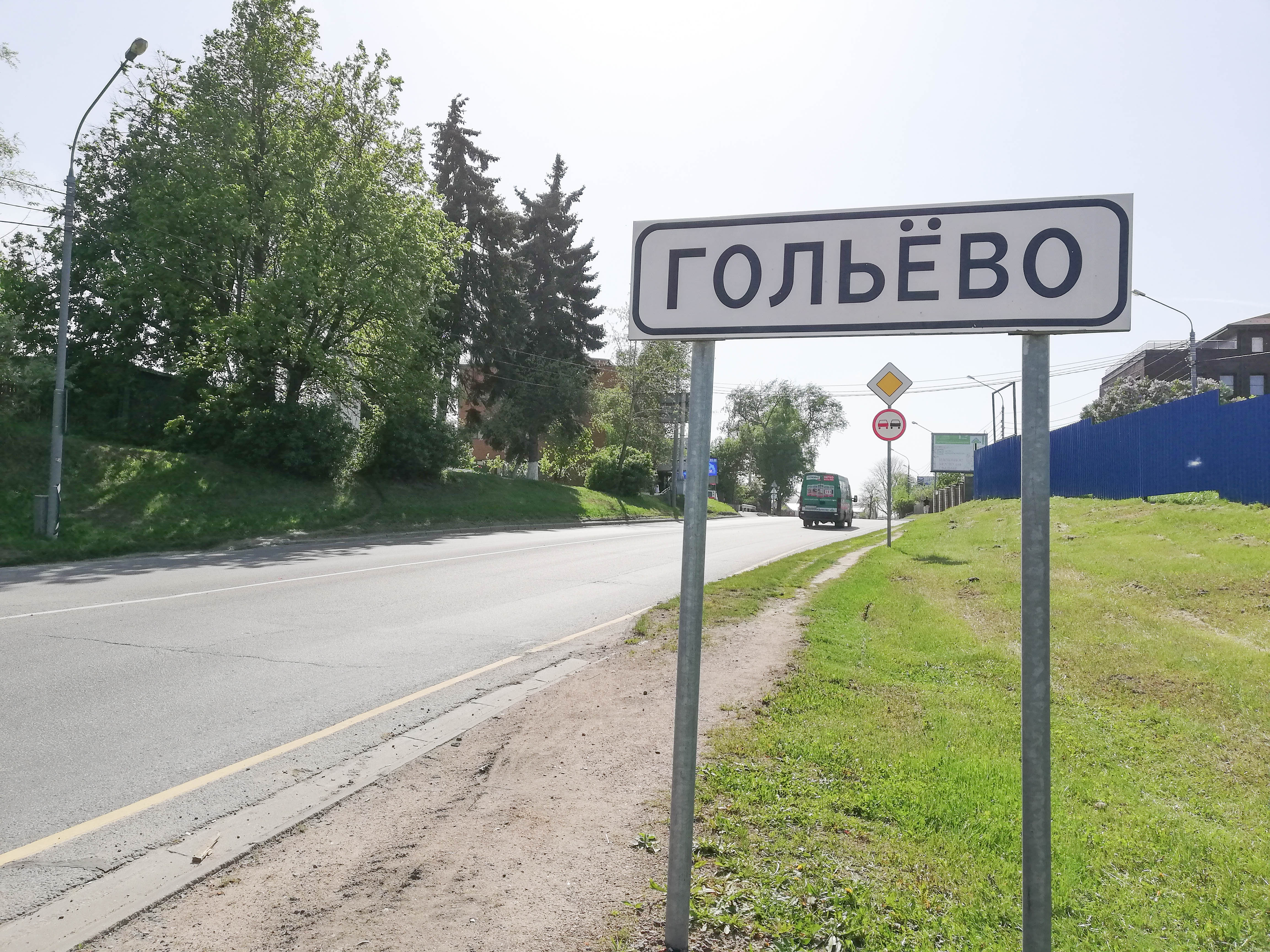
Знак при въезде в деревню

Гольёво — деревня в Московской области России. Входит в городской округ Красногорск. Население — 491 чел. (2010 год).

## География
Деревня расположена в центре района, на берегу Павшинской поймы Москвы-реки (через деревню протекает приток Москвы — речка Курица), у развязки Новорижского и Ильинского шоссе, высота центра над уровнем моря — 151 м. Примыкает на севере к Красногорску, на северо-западе — к деревне Ивановское.
В деревне числятся 4 улицы и садоводческое товарищество. 
Деревня связана автобусным сообщением с Москвой и Красногорском. 

## История
С 1994 до 2005 года Гольёво входило в Воронковский сельский округ Красногорского района, с 2005 по 2017 год — в состав городского поселения Красногорск Красногорского муниципального района.

## Население
| 2002 | 2006 | 2010 |
| ---- | ---- | ---- |
| 317  | →317 | ↗491 |